# Кот д'Ор
 Тази статия е за департамента във Франция.  За марката шоколад вижте Côte d'Or.  
Кот д'Ор (на френски: Côte-d'Or) е департамент в източна Франция в региона Бургундия-Франш Конте. Образуван е през 1790 година от северните части на провинция Бургундия. Площта му е 8763 км², а населението – 534 587 души (2016). Административен център е град Дижон.
Името Кот д'Ор, което в превод означава „Златен склон“, е единственото име на френски департамент, което не е свързано с конкретен географски обект. То е предложено от дижонския юрист и политик Андре-Реми Арну и е свързано със златистия оттенък, който придобиват през есента бургундските лозя. Кот д'Ор граничи с департаментите Об на север, От Марн на североизток, От Сон на изток, Жура на югоизток, Сона е Лоар на юг, Ниевър на запад и Йон на северозапад.